# Японская силага
Японская силага (лат. Sillago japonica) — вид лучепёрых рыб семейства силаговых. Распространены в западной части Тихого океана. Максимальная длина тела 30 см.

## Описание
Тело удлинённое, несколько сжато с боков, покрыто ктеноидной чешуёй; на щеках чешуйки расположены в 2 ряда, в верхнем ряду чешуя циклоидная, в нижнем ряду есть как циклоидные, так и ктеноидные чешуйки. Рыло заострённое с конечным ртом. На жаберной крышке есть короткий острый шип. На обеих челюстях щетинковидные зубы расположены полосками. На сошнике зубы расположены изогнутой полоской. На нёбе зубы отсутствуют. Боковая линия полная, тянется до хвостового плавника; в боковой линии от 70 до 73 чешуй. Два спинных плавника разделены небольшим промежутком. В первом спинном плавнике 11 жёстких лучей, а во втором — один жёсткий луч и 21—23 мягких лучей. В длинном анальном плавнике два жёстких и 22—24 мягких лучей. Хвостовой плавник выемчатый. Плавательный пузырь овальной формы; сужается в задней части до тонкой нити. Передняя часть плавательного пузыря закруглённая с тремя выступами. Выступы трубчатые со слепыми окончаниями. Общее количество позвонков 35; из них 14 брюшных, 8—9 модифицированных и 12—13 каудальных.
Верхняя часть тела зеленовато-серая, дорсальная сторона головы темнее, а нижняя часть тела беловатая. Первый и второй спинные плавники гиалиновые. Мембраны между первыми лучами первого спинного плавника с мелкими точками тёмно-коричневого цвета. Анальный, брюшные и грудные плавники гиалиновые, а у грудных плавников верхний край и основание зеленоватые. Хвостовой плавник беловатый с тёмными краями.
Максимальная длина тела 30 см.

## Биология
В состав рациона японских силаг входят гаммариды, полихеты, двустворчатые, креветки и крабы, а также в меньшей степени рыбы, копеподы и Caprellidae. Наблюдаются существенные изменения в составе рациона по мере роста рыб. Мелкие особи (длина <5 см) питаются преимущественно гаммарусами и личинками крабов; по мере роста возрастет доля полихет и двустворчатых, а также остаётся высокой доля гаммарусов; крупные особи (длина тела более 10 см) переходят почти полностью на питание полихетами, креветками и крабами. Также отмечены сезонные изменения в составе рациона, связанные с доступностью пищи; весной в питании японских силаг преобладают гаммарусы, а летом — полихеты.

## Ареал и места обитания
Японские силаги распространены в западной части Тихого океана у берегов Японии, Кореи, Китая и, вероятно, Филиппин. Морские стайные бентопелагические рыбы. Обитают в прибрежных водах на глубине от 0 до 30 м над песчаными грунтами.